# Rio Preto (vattendrag i Brasilien, Amazonas, lat -1,69, long -63,81)
Rio Preto är ett vattendrag i Brasilien.   Det ligger i delstaten Amazonas, i den nordvästra delen av landet, 2 300 km nordväst om huvudstaden Brasília.
I omgivningen kring Rio Preto växer i huvudsak städsegrön lövskog. Området är nästan obefolkat, med mindre än två invånare per kvadratkilometer.